# Blastobasis glandulella
Blastobasis glandulella é uma espécie de mariposa do gênero Blastobasis pertencente à família Coleophoridae.